# Музей вооружения (Познань)
Музей вооружения (пол. Muzeum Uzbrojenia) — музей военного оружия, расположенный в Познани (Польша) на территории парка Форта Виняры. Музей является филиалом Великопольского музея борьбы за независимость.

## История
Музей расположен на территории остатков крепости Виняры, построенной в XIX веке. Крепость Виняры входила в состав крепости Познани и была значительно разрушена в 1945 году во время взятия Познани советскими войсками.
Музей вооружения был основан в 60-е годы XX столетия на базе немецкой артиллерийской военной лаборатории (Spezial-Kriegs-Laboratorium) и до 1967 года носил данное название. С 1967 года музей стал называться как Музей освобождения Познани, с 1991 года был переименован в Музей Познанской Цитадели и с 1998 года стал называться как Музей вооружения.
Музей экспонирует большое собрание военной техники, самолётов, танков как прошлых годов, так и техники, состоящей на вооружении современного Войска Польского.